# Maite Hontelé
Maite Hontelé est une trompettiste néerlandaise spécialisée dans la musique cubaine et le latin jazz .
Elle est la petite-fille d'André Hontelé (1922-2005), musicien, compositeur et auteur de livres scolaires sur la musique .
Elle a découvert la salsa grâce à la collection de disques de son père.
À l'âge de 9 ans, Maite Hontelé apprend à jouer de la trompette dans l'orchestre d'harmonie du village Haaften.
Après des études supérieures à Gorinchem incluant la musique , elle a étudié au conservatoire de musique de Rotterdam.
À partir de 1995 environ, Maite Hontelé a joué dans divers groupes de salsa. En 2008, elle se produit en Colombie avec le Cubop City Big Band lors du festival de jazz de Medellín ; ensuite, elle a décidé de déménager en Colombie. Maite Hontelé y a vécu pendant plus d'une décennie et a formé son propre groupe; entre 2010 et 2013, elle a fait une tournée en Europe avec des musiciens néerlandais.
Maite Hontelé a coopéré avec d'autres artistes, comme en 2013 avec le chanteur-activiste panaméen Rubén Blades une tournée à travers un certain nombre de pays comme la France, le Suriname et l'Inde. En 2013, elle s'est produite avec le rappeur Typhoon au festival Oerol (en) à Terschelling.
En 2014, Maite Hontelé a fait une première tournée aux Pays-Bas avec son groupe colombien renouvelé. Son album Déjame Asi - avec comme invités le chanteur Oscar D'León et le duo Ten Sharp - a été nommé pour un Latin Grammy Award.
Après l'album Te Voy A Querer en 2016 (sur lequel participent Herencia de Timbiquí et Alain Pérez), une coopération a suivi avec la trompettiste de jazz/chanteuse vénézuélienne Linda Briceño (en).
Fin 2018, l'album Cuba Linda est sorti avec la participation du chanteur Gilberto Santa Rosa et de l'Orquesta Aragón. Cet album a également été nommé pour un Latin Grammy.
En 2019, elle décide de mettre fin à sa carrière musicale et s'installe à nouveau aux Pays-Bas, après presque une décennie en Colombie.
En 2024 elle reprend sa carrière musicale avec le projet NJJO Goes Mambo formé avec le Nationaal Jeugd Jazz Orkest.

## Discographie
- Maite Hontelé & Nationaal Jeugd Jazz Orkest - Para Bailar (single, 2024)
- Mambo Gumbo (Big Band)  (single, 2024)